# Richard Burger
Richard Lewis Burger, Ph.D. (Universidad de California, Berkeley), es un arqueólogo y antropólogo de Estados Unidos. Actualmente es Profesor de Antropología en la Universidad de Yale. Desde 1975 ha venido publicando varios libros y artículos sobre la cultura Chavín de Huántar, una civilización prehistórica, que se desarrolló en los andes centrales de Perú en el período denominado Horizonte Temprano, de 1000 a. C. a 400 a. C.
Como arqueólogo representante de la Universidad de Yale, estuvo a cargo de los artefactos arqueológicos hallados y llevados en 1911 a Estados Unidos por Hiram Bingham de las excavaciones en Machu Picchu, promoviendo y participando en su repatriación a Perú el 2011.

## Obras principales

### Libros
- Burger, Richard L. (1992), Chavin and the origins of Andean civilization, Nueva York: Thames and Hudson (publicado el 31 de diciembre de 1992), p. 248, ISBN 978-0500278161.
- Burger, Richard L. (2009), The life and writings of Julio C. Tello: America's first indigenous archaeologist, Iowa City: University of Iowa Press, p. 382, ISBN 978-1587297830.

### Capítulos en libros
- Burger, Richard (1992): «Sacred Center at Chavín de Huántar», en The Ancient Americas: art from sacred landscapes. Chicago (Estados Unidos): Art Institute of Chicago. Art Institute of Chicago, y Museum of Fine Arts (Houston). Páginas 265–277.
- Burger, Richard L. (2008): «Chavin de Huantar and its sphere of influence», en Handbook of South American Archeology, editado por H. Silverman y W. Isbell. Springer, New York. Páginas 681–706.
- Burger, Richard L. (2008). «The Original Context of the Yauya Stela».  En Conklin, William J.; Quilter, Jeffrey, eds. Chavín : art, architecture, and culture (en inglés) (Los Angeles: Cotsen Institute of Archaeology at UCLA): 163-179.

### Artículos en revistas especializadas
- Burger, Richard L.; Van der Merwe, Nikolaas J. (March 1990). «Maize and the origin of highland Chavin civilization: an isotopic perspective». American Anthropologist (en inglés) 92 (1): 85-95. doi:10.1525/aa.1990.92.1.02a00060. Consultado el 22 de noviembre de 2016.